# 訃報 2004年1月
訃報 2004年1月（ふほう 2004ねん1がつ）では、2004年（平成16年）1月中に物故した、又は物故が報じられた人物についてまとめる。

## （1日 - 15日）

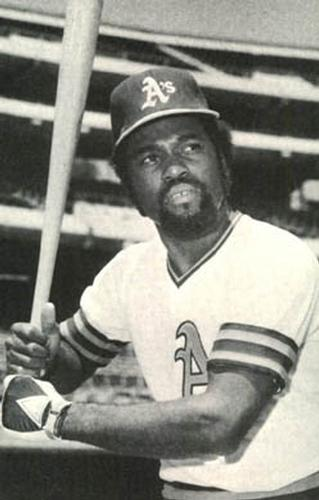
テーラー・ダンカン／1月3日没

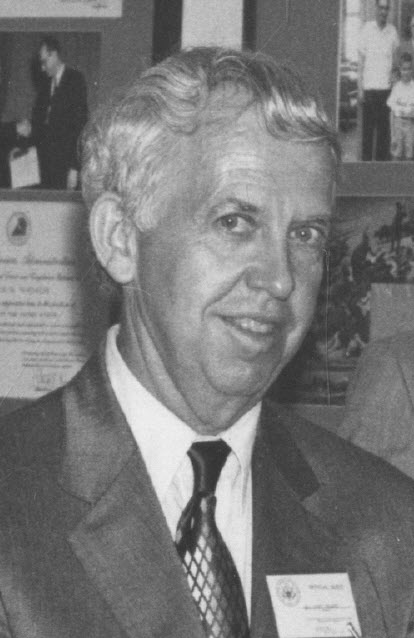
ジョン・トーランド／1月4日没

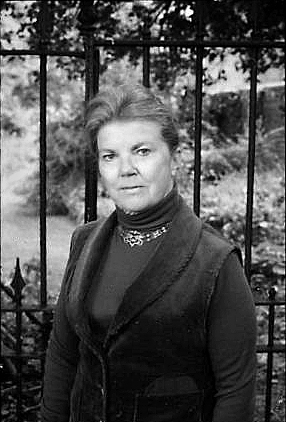
ジョーン・エイケン／1月4日没

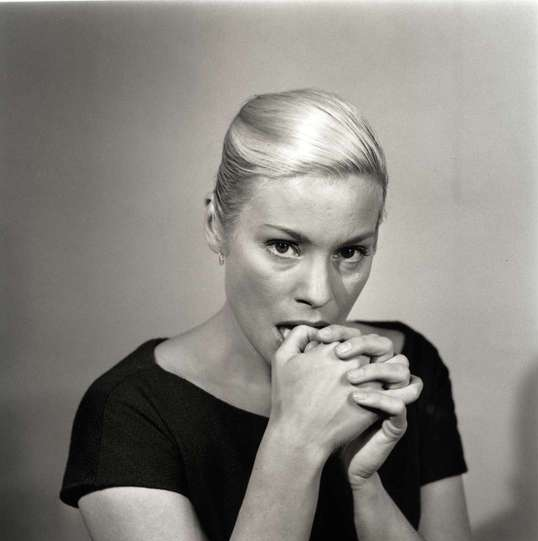
イングリッド・チューリン／1月7日没

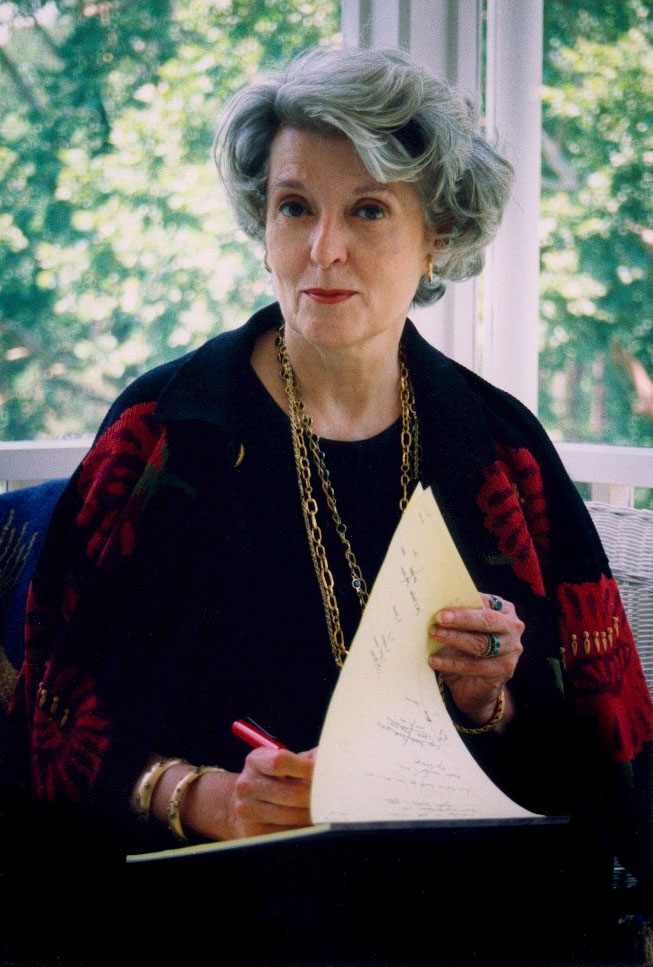
アレクサンドラ・リプリー／1月10日没

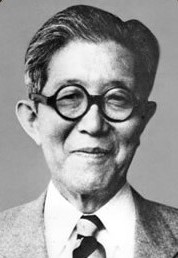
坂田道太／1月13日没

- 1月1日 - 玉川伊佐男、俳優（* 1922年）
- 1月2日 - 穂刈四三二、数学者（* 1908年）
- 1月2日 - 桂枝助、落語家（* 1943年）
- 1月3日 - テーラー・ダンカン、元プロ野球選手（* 1953年）
- 1月4日 - ジョン・トーランド、アメリカのノンフィクション作家（* 1912年）
- 1月4日 - ジョーン・エイケン、児童文学作家（* 1924年）
- 1月4日 - ブライアン・ギブソン、イギリスの映画監督（* 1944年）
- 1月5日 - 中村喜春、随筆家・芸者（* 1913年）
- 1月5日 - 和田弘、スチールギター奏者・マヒナスターズリーダー（* 1931年）
- 1月6日 - 名取ちずる、漫画家（* 1964年）
- 1月7日 - イングリッド・チューリン、スウェーデンの女優（* 1926年）
- 1月9日 - 桑原敬一、政治家（* 1922年）
- 1月9日 - 石浜恒夫、作家、作詞家（* 1923年）
- 1月10日 - アレクサンドラ・リプリー、小説家（* 1934年）
- 1月10日 - 日下章、元プロ野球選手（* 1927年）
- 1月11日 - 庭野正之助、元日本鉱業会長（* 1914年）
- 1月11日 - 渡辺広康、元佐川急便社長（* 1934年）
- 1月12日 - ランディ・ヴァンウォーマー、シンガーソングライター（* 1955年）
- 1月13日 - 坂田道太、第64代衆議院議長（* 1916年）

## （16日 - 31日）

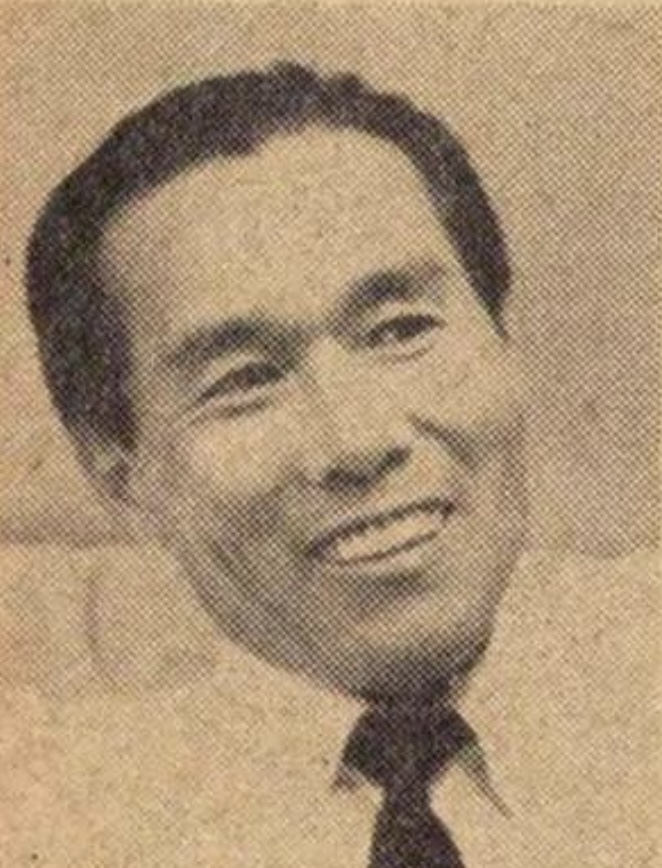
西山正行／1月18日没

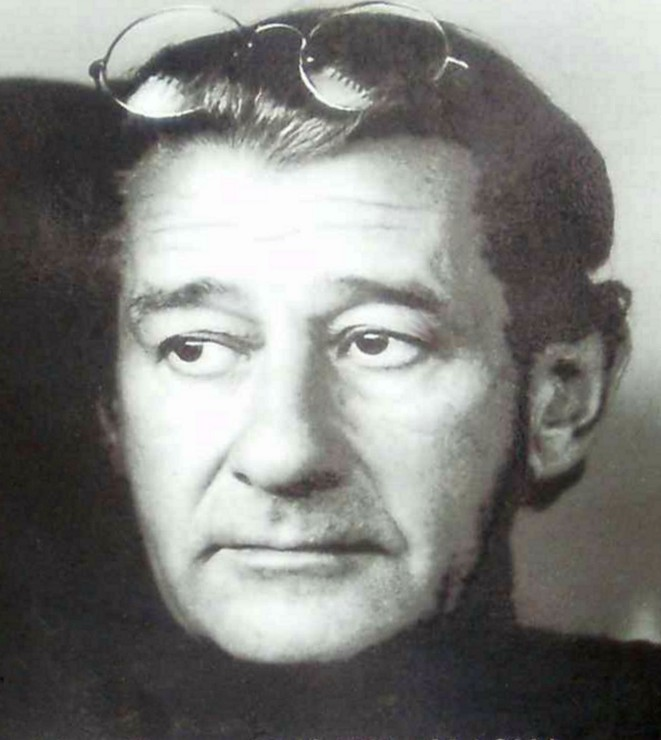
ヘルムート・ニュートン／1月23日没

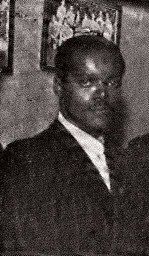
レオニダス・ダ・シルバ／1月24日没

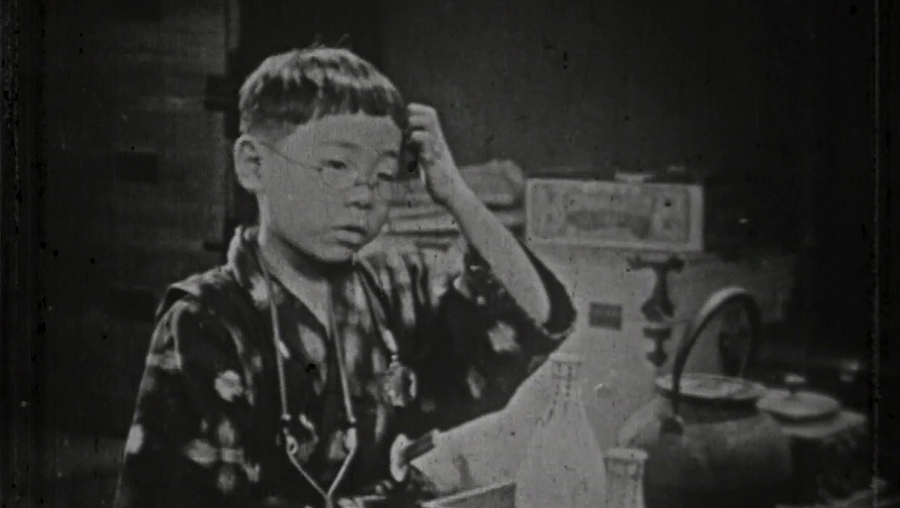
青木富夫／1月24日没

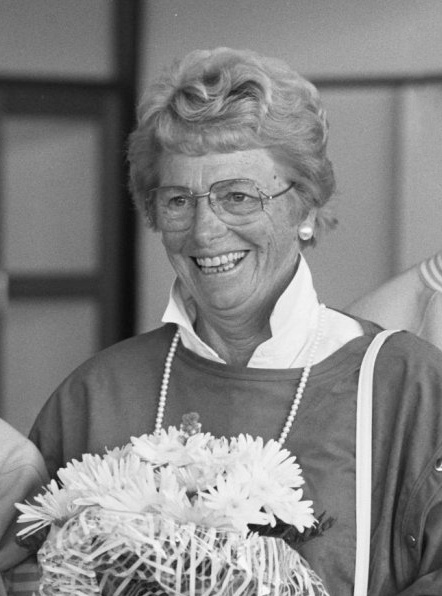
フランシナ・ブランカース＝クン／1月25日没

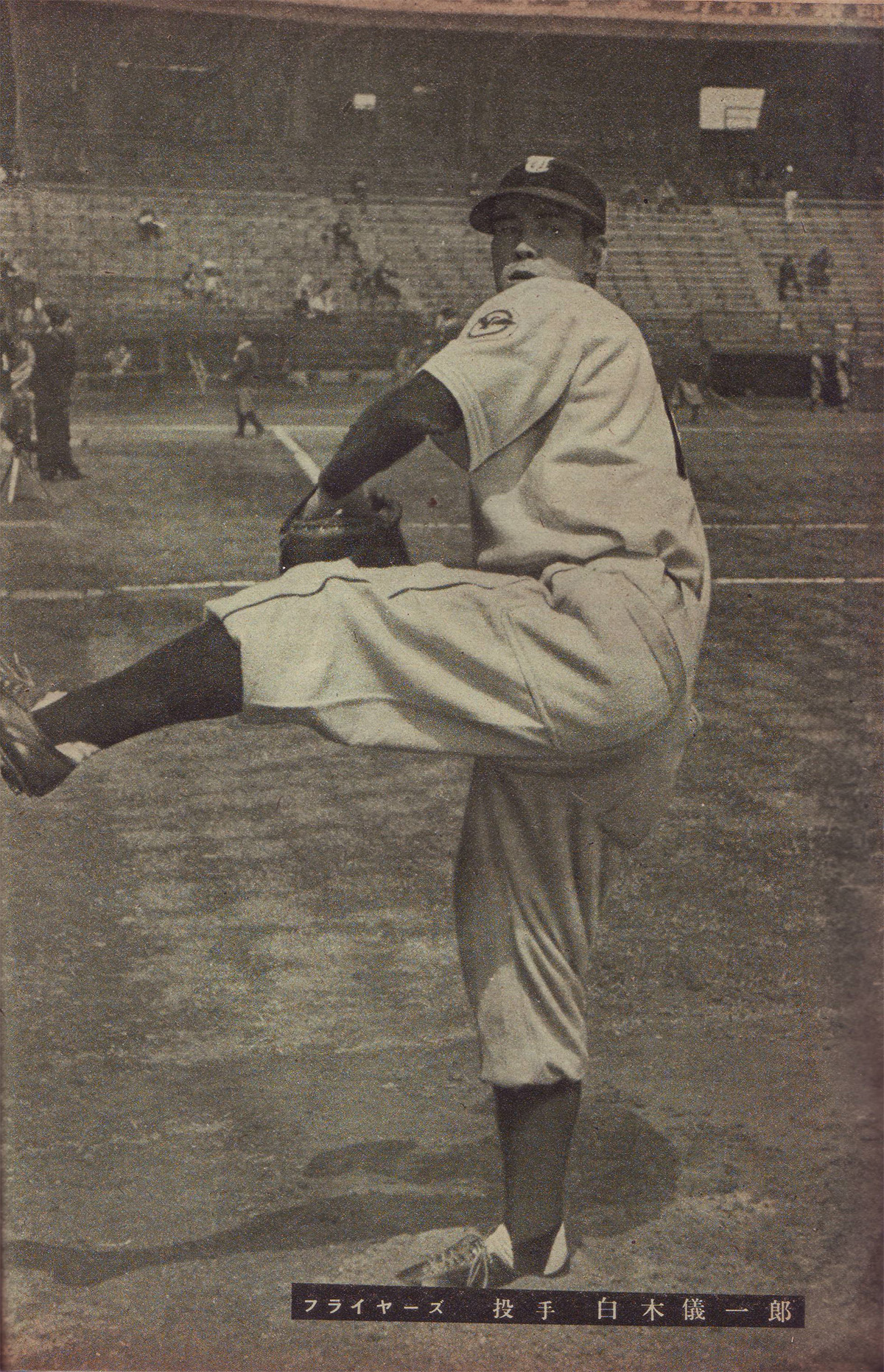
白木義一郎／1月25日没

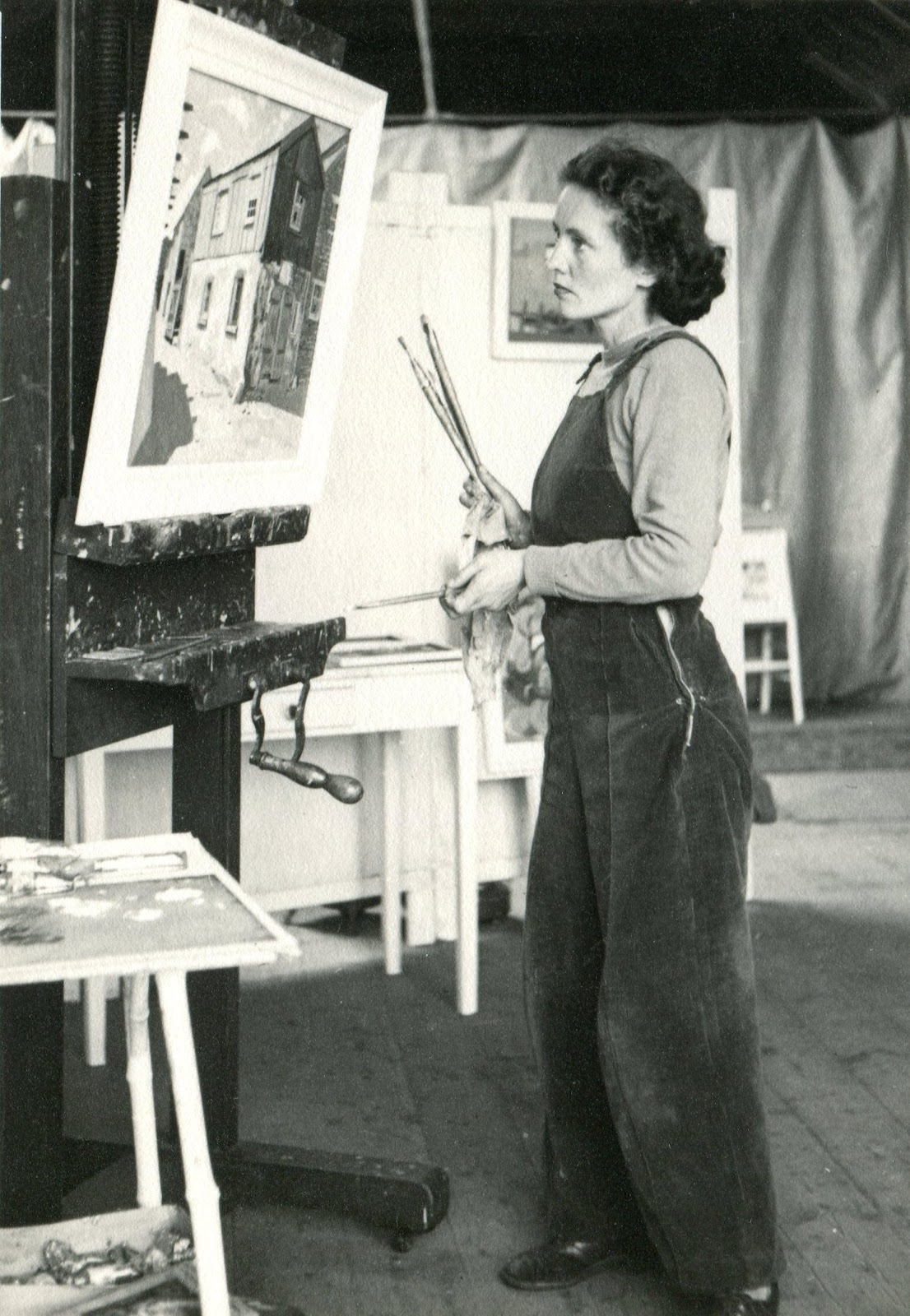
ウィルヘルミナ・バーンズ＝グラハム／1月26日没

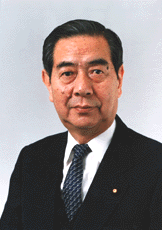
池田行彦／1月28日没

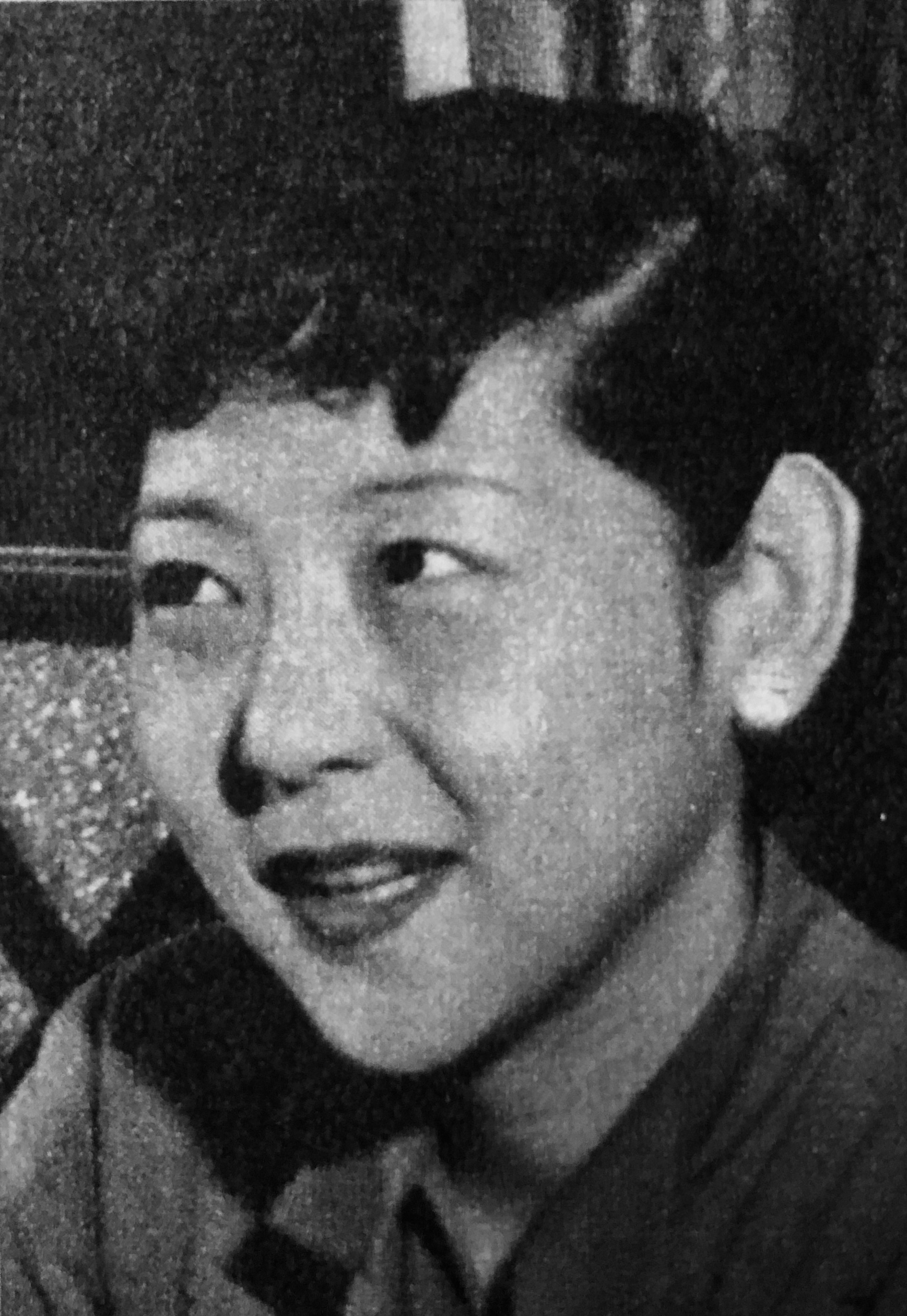
加藤道子／1月31日没

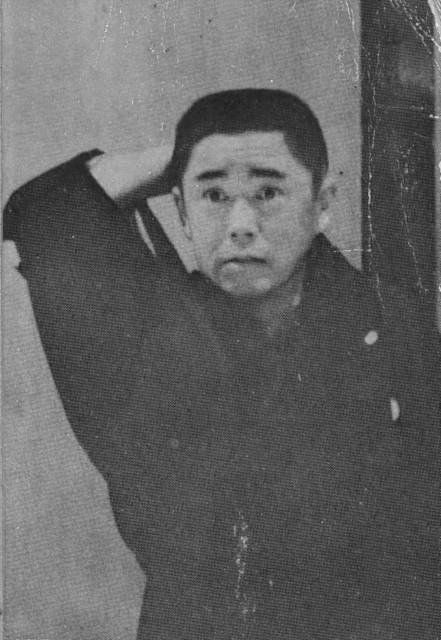
十代目桂文治／1月31日没

- 1月16日 - 阿具根登、政治家、第17代参議院副議長（* 1912年）
- 1月18日 - 西山正行、西山牧場創業者（* 1921年）
- 1月21日 - イタリア・コッポラ、アメリカの女優（* 1912年）
- 1月23日 - ヘルムート・ニュートン、写真家（* 1920年）
- 1月23日 - 佐々木潤之介、歴史学者（* 1929年）
- 1月23日 - 安倍基雄、政治家（* 1931年）
- 1月24日 - レオニダス・ダ・シルバ、ブラジルのサッカー選手（* 1913年）
- 1月24日 - 青木富夫、俳優（* 1923年）
- 1月25日 - フランシナ・ブランカース＝クン、陸上競技選手（* 1918年）
- 1月25日 - 白木義一郎、元プロ野球選手・公明党副委員長（* 1919年）
- 1月26日 - ウィルヘルミナ・バーンズ＝グラハム、イギリスの画家（* 1912年）
- 1月26日 - 北村正哉、政治家（* 1916年）
- 1月28日 - 池田行彦、衆院議員、元外務大臣（* 1937年）
- 1月29日 - 新保千代子、エッセイスト（* 1913年）
- 1月29日 - 清水和彦、ミュージシャン（* 1971年）
- 1月30日 - ノラ・グルムリーコヴァー、ヴァイオリニスト（* 1930年）
- 1月30日 - 土田正顕、元東京証券取引所社長（* 1936年）
- 1月31日 - 加藤道子、声優（* 1919年）
- 1月31日 - 十代目桂文治、落語家（* 1924年）